# Navacerrada (Ciudad Real)
Navacerrada es una pedanía perteneciente a Almodóvar del Campo, en la provincia de Ciudad Real (Castilla-La Mancha).  Sus habitantes son conocidos como 'los indios'. En verano, su población se multiplica con la llegada de emigrantes que vuelven para recordar sus raíces. 

## Historia
Hacia mediados del siglo XIX, la localidad ya pertenecía al término municipal de Almodóvar del Campo. Aparece descrita en el decimosegundo volumen del Diccionario geográfico-estadístico-histórico de España y sus posesiones de Ultramar de Pascual Madoz de la siguiente manera:

NAVACERRADA: ald. perteneciente al ayunt. de Almodovar del Campo en la prov. de Ciudad-Real: sit. á la falda N. de una sierra á 3 leg. de su matriz, tiene 20 casas, todas de un solo cuerpo, contándose 2 ó 3 con una especie de boardilla; tiene una pequeña igl., aneja á la parr. de Almodovar, servida por un teniente. No tiene térm., su terreno es alegre, y sus inmediaciones muy frecuentadas por los cazadores: tiene muchos parages hermosos, entre los que citaremos el de la granja arruinada de la Encarnacion: el terreno es de monte y llano: sus principales sierras son las que dominan la ald. al S. y forman cordillera desde Puertollano á Almodovar, Casa-Gallino y Casa-Naranjo. prod.: trigo, cebada, centeno; se mantiene ganado lanar y cabrio, y se cria mucha caza mavor y menor.
(Madoz, 1849, p. 37)

A partir de la segunda mitad del siglo XX, debido al abandono de la actividad de la mina 'La Victoria', entre otras, la población descendió. Desde entonces su economía se sustenta básicamente en la agricultura y la ganadería, siendo muy extensos los terrenos con olivos.

## Patrimonio
Cuenta con una iglesia parroquial, dedicada a Nuestra Señora de la Paz. Se trata de una construcción de una sola nave a la que se añadió la sacristía. También se puede visitar el pilar y las antiguas escuelas, lugar de reunión de los jóvenes.

## Fiestas
- Virgen de la Paz: se celebra sobre la tercera semana de enero en honor a la patrona del pueblo con una caldereta y baile en el teleclub.
- Fiesta del emigrante: se celebra el 15 de agosto en honor a todos los emigrantes que salieron del pueblo para ganarse la vida y que vuelven a visitarlo por esas fechas. Se hacen juegos en la plaza (juegos de naipes típicos de la región, gymkanas para los más pequeños, bolos, etc.), comida para todo el pueblo y baile durante el fin de semana.
- San Isidro: se celebra en mayo con una comida donde todo el pueblo se junta en el campo y donde también tiene lugar un baile.
- San Miguel: es la principal fiesta de la pedanía y se celebra el 29 de septiembre, se sueltan vaquillas, pruebas de tiro al plato, comida para todo el pueblo, baile, y naipes.